# Penampang
Penampang este un cartier la fel de bine ca un oraș mic în West Coast Divizia din Sabah, Malaysia. Ea a devenit practic o suburbie a Kota Kinabalu, care este capitala Sabah. Populația sa a fost estimat la aproximativ 125,913 în 2010, cu etnică Kadazan ca majoritatea.